# Jørgen Balthazar Winterfeldt
Jørgen Balthazar Winterfeldt (1. oktober 1732 i Fredericia – 22. juli 1821 i København) var en dansk søofficer og filantrop. Han stiftede Winterfeldts Stiftelse.

## Uddannelse
Winterfeldt blev født i Fredericia ud af en brandenborgsk slægt som søn af løjtnant Erik Winterfeldt (1697-1741) og Nille f. Dalhoff (1701-1752). Som toårig fik han kopper, hvorved hans syn tog varig skade. I 1742 blev han ansat som page i huset hos grevinde Reventlow, hertuginde af Plön. Tre år senere kom han på Søkadetakademiet, og han blev kadet 1743 og sekondløjtnant i Marinen i 1753. Herfra arbejdede han sig op i graderne til premierløjtnant 1757, kaptajnløjtnant 1760, kaptajn 1767 kommandørkaptajn i 1778, kommandør 1789, kontreadmiral i 1796, viceadmiral 1799 til han i 1804 blev admiral. Undervejs modtog han også en række udmærkelser – kammerherre 1773, hvid ridder 1801, Dannebrogsmand 1811 – kulminerende med Elefantordenen i 1811.

## Første togter
Allerede inden hans officersuddannelse havde taget fart, blev han på grund af udviste tekniske evner 1750 auskultant i Konstruktionskommissionen, men det blev dog ikke hans karrierevej. Han var i sin ungdom kortvarigt i lære som skibsbygger, men dette blev afbrudt af, at han blev udkommanderet til at drage med fregatten Christiansborg til Vestindien (1755-56), hvor han nær var omkommet af sygdom. Efter sin hjemkomst var han chef for galejværftet ved Nivå, hvilket blev efterfulgt af flere togter med forskellige marinefartøjer: 1757 med orlogsskibet Nellebladet i dansk-svensk eskadre i Nordsøen, 1760 næstkommanderende i fregatten Vildmanden, 1761-62 med orlogsskibet Grønland til Middelhavet, på hvilken rejse arabienforskeren Carsten Niebuhr fulgte med til Levanten, og 1762-63 chef for vagtskibsstationen ved Nyborg. 1763 blev han spurgt af overkrigssekretæren, om han havde lyst til en videnskabelig uddannelse, men på trods af åbenbare evner, afslog Winterfeldt tilbuddet.
1765 var han næstkommanderende i orlogsskibet St. Croix til Bergen for at dæmpe uroligheder, der var opstået i anledning af den indførte ekstraskat og delingen af de større bøndergårde. 1767 blev han adjudant hos Admiralitetet og hos grev Christian Conrad Danneskiold-Laurvig. I 1771 fik han første gang kommandoen over et skib i form af en bombarderchalup. 1772 fritoges han for tjeneste i Søetaten, fordi han var udset til at bevogte dronning Caroline Mathilde på Aalborghus, men hendes overførelse hertil bortfaldt ved engelsk indgriben.
I 1774 deltog han i det fragtede skib Sophia Christinas rejse til Algier med gaver, men var ikke i kommando på denne tur. Gaverne var især ammunition og tovværk. 1775 var han chef for orlogsskibet Holsten til Norge, hvor han overtog kommandoen over alle de i Trosvig oplagte skibe, 1776-77 chef for orlogsskibet Slesvig, ligeledes på togt til Algier med gaver til Dejen, han fik hårdt vejr og mange havarier, men reddede skibet ind til Norge, hvor han reparerede og derpå fortsatte rejsen, og 1779 var han chef for orlogsskibet Indfødsretten til Nordkap.

## I spidsen for officersuddannelsen
I perioden 1781-92 var han chef for Søkadetakademiet, og i 1782 indtrådte han i Konstruktionskommissionen. I førstnævnte stilling indførte han forbedringer og reformer af uddannelsen. Efter at være fratrådt pladsen som kadetchef opholdt Winterfeldt sig en periode i Sachsen, men han vendte hjem og genoptog sin søfartskarriere. Han blev nu eskadrechef, inden han endte med admiraltitlen.
1784 var han observatør på orlogsskibet Ditmarsken på besejling, 1788 chef for orlogsskibet Lovisa Augusta, 1789 chef for søforsvaret på Københavns Red under admiral Conrad von Schindel, 1792-97 chef for 2. division, 1794 chef for orlogsskibet Kronprinds Frederik, 1796 for orlogsskibet Prindsesse Sophie Friderica, og tillige eskadrechef for en dansk-svensk eskadre i Nordsøen. Winterfeldt fungerede ofte som præses i militære retter, fx 1799 i krigsretten mod kaptajn H. Holsten i anledning af dennes konvojering til Middelhavet, hvor en fransk kaper havde erobret skibet Die Hoffnung. Holsten blev frikendt.

## Under Englandskrigene
Som admiral kom Winterfeldt dog ikke til at spille nogen særlig rolle, hverken som eskadrechef eller som medlem af centraladministrationen. I krigsrådet, som general Ernst Peymann 6. september 1807 sammenkaldte for at drøfte, om man skulle udlevere flåden til englænderne, var Winterfeldt til stede som flådens ældste flagmand. Han foreslog her at ødelægge skibene hellere end at udlevere dem, men forslaget blev ikke fulgt, da Peymann i realiteten allerede havde accepteret William Cathcarts krav om udlevering.
Winterfeldt beskrives som dygtig, hjælpsom og i besiddelse af lune, men kunne være opfarende, når tingene efter hans mening gik for vidt, hvilket han demonstrerede, da de menige gardister 1771 gjorde optøjer på grund af opløsningen af Livgarden.

## Videnskab og filantropi
Winterfeldt var interesseret i videnskab og blev i 1807 optaget som æresmedlem af Videnskabernes Selskab. I privatlivet blev han 19. april 1782 gift med Marie Magdalene le Sage de Fontenay (1746-1820). Parret fik ingen børn, og Winterfeldt anvendte i stedet en del af sin formue til i 1805 at stifte "Trøstens Bolig" i København, der sørgede for bolig og pension til 120 enker og ugifte, samt til oprettelsen af et hospital for gamle og svage i Asminderød.
Han er begravet i urtegården ved Holmens Kirke. Der findes et maleri fra 1815, en miniature i privateje, et sortkunstblad af Andreas Flint samt et posthumt maleri af Svend Rønne 1905 i Trøstens Bolig.